# Atrybut rozmieszczenia
Atrybut rozmieszczenia zmiennej w pamięci – atrybut nadawany zmiennej w kodzie źródłowym, modyfikujący sposób rozmieszczenia przez translator danej zmiennej w pamięci operacyjnej. Atrybuty rozmieszczenia definiowane są w składni określonego języka programowania lub przez jego konkretną implementację.

## Rodzaje atrybutów rozmieszczenia
Atrybuty rozmieszczenia podzielić można na dwie zasadnicze grupy:
1. Atrybuty wskazujące adres, konkretne miejsce w pamięci, w którym ma zostać umieszczona zmienna.
2. Atrybuty modyfikujące lub definiujące sposób rozmieszczenie zmiennych w pamięci przez translator, wybranie jednak konkretnego adresu nadal pozostawia się translatorowi, a jedynie wskazuje się zasady rozmieszczania, które muszą zostać spełnione.

### Atrybut adresu
Atrybut rozmieszczenia wskazywać może konkretne miejsce w pamięci, w którym ma być umieszczona zmienna. Stosuje się:
- adres bezwzględny
- adres względy.

Adres bezwzględny specyfikuje jawnie konkretne miejsce w pamięci – adres – od którego to miejsca ma się rozpoczynać obszar zajmowany przez daną. Natomiast adres względy specyfikuje odniesienie do innego, wcześniej zadeklarowanego elementu.
Przykład w Turbo Pascalu:
```
var
 
s
   
:
 
string
;

    
len
 
:
 
byte
 
absolute
 
s
;
 
{adres względny}

    
a
   
:
 
integer
 
absoute
 
$0040
:
$0020
 
{adres bezwzględny}

```

### Atrybut reguły
Ten rodzaj specyfikuje jedynie zasady jakie ma przestrzegać translator rozmieszczając dane w pamięci. Sposób rozmieszczenia dotyczyć może np. wymagań jakie musi spełnić adres początku obszaru zmiennej. Ustalenie jednak konkretnego adresu pozostawia się translatorowi. Przykładem w PL/I są atrybuty ALIGNED | UNALIGNED albo też packed w Pascalu.

## Sposoby specyfikacji
Atrybuty rozmieszczenia określa się w definicji zmiennej. Często jest to pewna opcjonalna fraza takiej definicji. Brak w takim przypadku jawnej specyfikacji pozostawia swobodę dla translatora w rozmieszczeniu zmiennych w pamięci według mechanizmu standardowego. Dopiero jawna specyfikacja tego atrybutu zmienia domyślny sposób działania translatora w tym zakresie.
Przykładowo w języku PL/I dla atrybutów ALIGNED | UNALIGNED lub w skrócie UNAL, przyjmuje się domyślnie
- atrybut UNALIGNED dla danych łańcuchów bitowych i znakowych stałej długości
- atrybut ALIGNED dla pozostałych danych.

## Porównanie z innymi konstrukcjami
Atrybuty adresu można porównać z innymi konstrukcjami występującymi w różnych językach programowania:
- rekord z wariantami, np. RECORD w języku Modula 2[4],
- unia, np. union w języku C[5],
- instrukcja, np. EQUIVALENCE w języku Fortran[6].

Wszystkie wyżej wymienione sposoby, podobnie jak atrybut adresu, mogą być stosowane do nakładania zmiennych, występuje więc analogia do atrybutu rozmieszczenia z wyspecyfikowanym adresem względnym.

## Atrybuty rozmieszczenia w językach programowania
| język programowania | atrybut adresu                               | atrybut reguły                 |
| ------------------- | -------------------------------------------- | ------------------------------ |
| Ada                 | use at adres                                 |                                |
| Pascal              |                                              | packed                         |
| PL/I                | <DEFINED \| DEF> ... [<POSITION \| POS> ...] | ALIGNED \| <UNALIGNED \| UNAL> |
| PL/M                | AT(adres)                                    |                                |
| Turbo Pascal        | absolute adres                               | packed                         |